# 남구준
남구준(南球俊, 1967년 ~ )은 대한민국의 경찰공무원이다.

## 학력
- 마산중앙고등학교 졸업
- 경찰대학 5기 학사
- 연세대학교 행정대학원 졸업

## 경력
- 2010.06 ~ 2011.06 경남지방경찰청 수사과 과장
- 2011.06 ~ 2013.04 제22대 마산동부경찰서 서장
- 2013.04 ~ 2014.01 경찰청 범죄정보과 과장
- 2014.01 ~ 2015.01 제22대 서울양천경찰서 서장
- 2015.01 ~ 2016.01 경찰청 특수수사과 과장
- 2016.01 ~ 2017.12 경찰청 형사과 과장
- 2017.12 ~ 2018.07 제33대 창원중부경찰서 서장
- 2019.07 ~ 2020.08 경찰청 사이버안전국 국장
- 2020.08 ~ 2020.12 제33대 경남지방경찰청장
- 2021.01 ~ 2021.02 제33대 경남경찰청장
- 2021.02 ~ 2023.02 제1대 국가수사본부장